# HD40142
HD40142 — хімічно пекулярна зоря спектрального класу F0, що має видиму зоряну величину в смузі V приблизно  8,6.
Вона  розташована на відстані близько 9883,5 світлових років від Сонця.

## Пекулярний хімічний вміст
Зоряна атмосфера HD40142 має підвищений вміст 
Eu
.